# Pombalinho (Soure)
Pombalinho é uma povoação portuguesa do Município de Soure que foi sede da extinta Freguesia de Pombalinho, freguesia que tinha 25,37 km² de área e 807 habitantes (2011), e, por isso, uma densidade populacional de 31,8 hab./km².

Antigas freguesias que deram origem à União das Freguesias de Degracias e Pombalinho (Soure).

A Freguesia de Pombalinho foi extinta (agregada) pela reorganização administrativa de 2012/2013, tendo o seu território sido agregado ao da Freguesia de Degracias para criar a União das Freguesias de Degracias e Pombalinho, mantendo-se  a descontinuidade territorial.
A Freguesia de Pombalinho era uma das poucas freguesias portuguesas territorialmente descontínuas, consistindo em duas partes de extensão muito diferente: uma parte principal a oeste, ela própria constituída por duas partes quase não contínuas, e um muito pequeno exclave (lugar de Casas Novas, menos de 2% da área da freguesia) a este, encaixado entre os Municípios de Penela (União das Freguesias de São Miguel, Santa Eufémia e Rabaçal), no Distrito de Coimbra, e de Ansião (Freguesia de Alvorge), no Distrito de Leiria.
Pombalinho foi senhorio dos Almadas (Condes de Almada e Avranches).

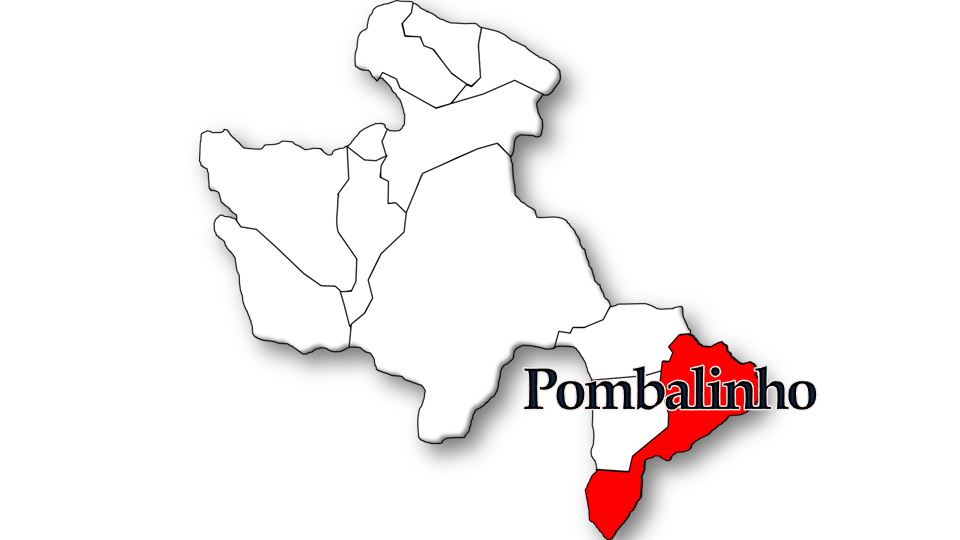
Localização no Município de Soure

## História
Foi vila e sede de concelho até ao início do século XIX, quando foi anexado ao concelho de Rabaçal. O pequeno município era constituído apenas por uma freguesia e tinha, em 1801, 1 003 habitantes.
O padre António Carvalho de Costa, em 1708, refere que tem uma igreja Paroquial dedicada a Nossa Senhora, com priorado que apresentava o Abade do Convento de Ceiça dos Frades Bernardos, pois tinha o seu padroado. Refere ainda que o seu termo tinha também duas ermidas e muitas fontes.
Ainda refere que o senhor desta (então vila), na altura, era Dom Lourenço de Almada. Na verdade, igualmente aí nesse trabalho mais alongadamente e correctamente descrito, diz que era um bem herdado e representado pela família, há várias gerações, e fala quais foram os anteriores. Essa prerrogativa tal como o seu concelho desaparece com a entrada dos governos liberais, por altura do ano de 1836 como acima é dito.
Depois pertenceu ao antigo concelho de Rabaçal, que foi extinto por decreto de 31 de Dezembro de 1853, pelo qual passou a integrar o de Soure.
Em 1755 fazia parte da comarca de Coimbra e em 1882 da de Soure.

## População
Em 1757, tinha 276 fogos e em 1873 tinha 370.

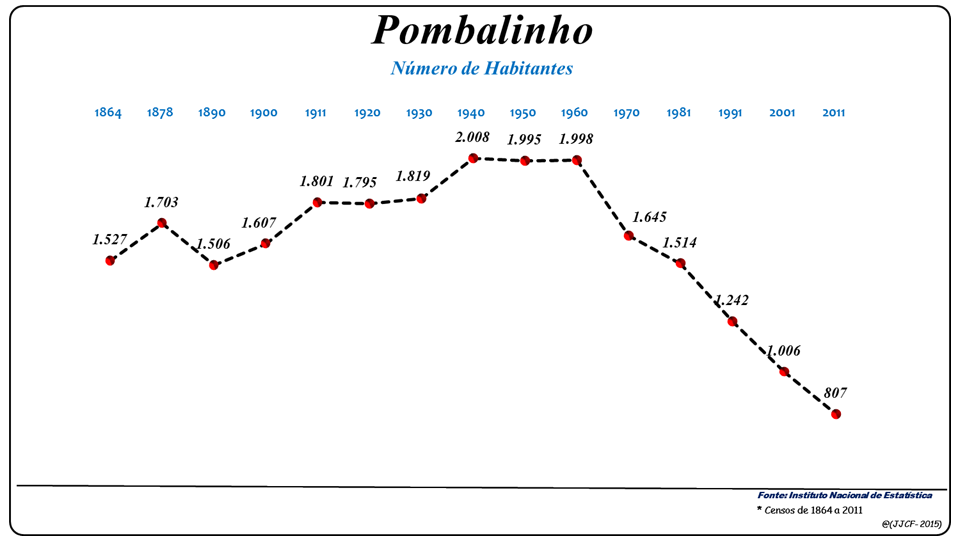
Evolução da População (1864 / 2011)

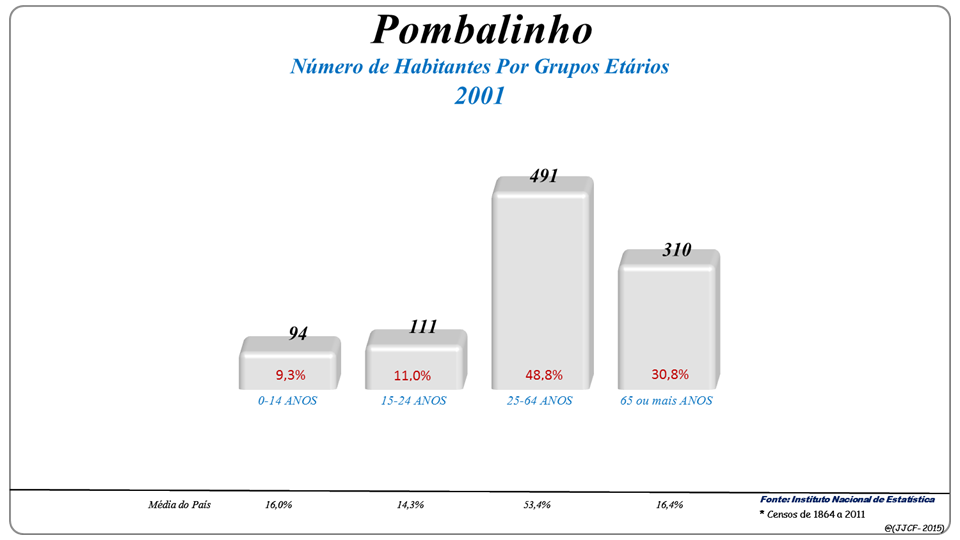
Grupos Etários (2001 e 2011)

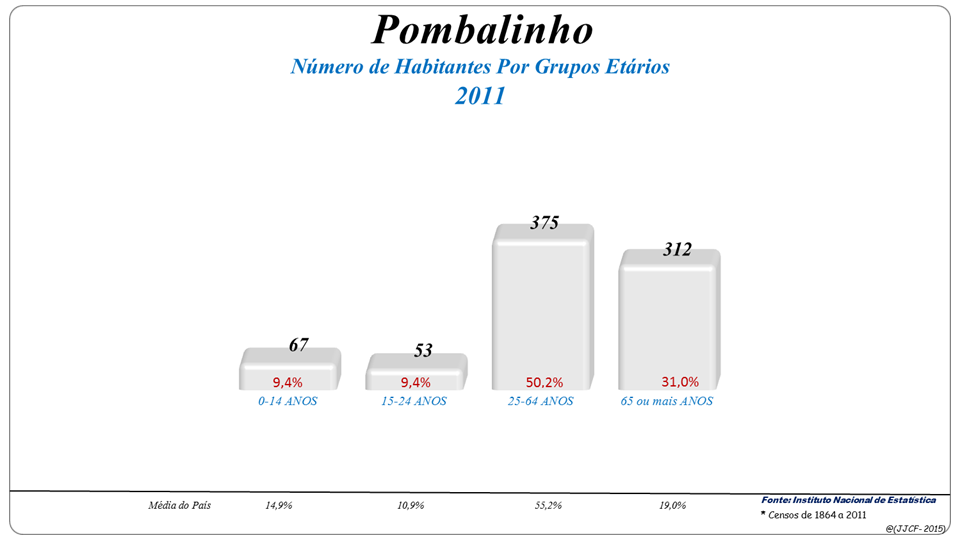
Grupos Etários (2001 e 2011)

| População da freguesia de Pombalinho | População da freguesia de Pombalinho | População da freguesia de Pombalinho | População da freguesia de Pombalinho | População da freguesia de Pombalinho | População da freguesia de Pombalinho | População da freguesia de Pombalinho | População da freguesia de Pombalinho | População da freguesia de Pombalinho | População da freguesia de Pombalinho | População da freguesia de Pombalinho | População da freguesia de Pombalinho | População da freguesia de Pombalinho | População da freguesia de Pombalinho | População da freguesia de Pombalinho |
| ------------------------------------ | ------------------------------------ | ------------------------------------ | ------------------------------------ | ------------------------------------ | ------------------------------------ | ------------------------------------ | ------------------------------------ | ------------------------------------ | ------------------------------------ | ------------------------------------ | ------------------------------------ | ------------------------------------ | ------------------------------------ | ------------------------------------ |
| 1864                                 | 1878                                 | 1890                                 | 1900                                 | 1911                                 | 1920                                 | 1930                                 | 1940                                 | 1950                                 | 1960                                 | 1970                                 | 1981                                 | 1991                                 | 2001                                 | 2011                                 |
| 1 527                                | 1 703                                | 1 506                                | 1 607                                | 1 801                                | 1 795                                | 1 819                                | 2 008                                | 1 995                                | 1 998                                | 1 645                                | 1 514                                | 1 242                                | 1 006                                | 807                                  |